# Eugeni Molero i Pujós
Eugeni Molero i Pujós (Horta, Barcelona, 25 d'agost de 1943 - Sant Pere de Ribes, Garraf, 6 d'agost del 1984) va ser periodista i escriptor.
A causa de la professió del seu pare, ferroviari, havia residit a Sant Vicenç de Calders. El 1956 la família es va traslladar a viure a l'estació de Vilanova. Des de molt jove, quan encara estudiava el batxillerat al col·legi Samà, ja mostrà les qualitats com a escriptor i periodista. Des de 1962 fou redactor del setmanari local Villanueva y Geltrú. Tenia una ploma àgil i prolífica i era molt incisiu en els comentaris. A més de les gasetilles publicà nombrosos articles, sovint firmant amb pseudònims, un dels quals era Martirian. Algun temps va mantenir una secció amb el títol de Callar o decir la verdad. Era capaç d'omplir ell sol un diari. El 1975 fou un dels promotors i dels principals redactors del Setmanari de Vilanova i la Geltrú, una publicació característica de l'època, exponent del neguit de la joventut més inquieta, i alhora d'una qualitat molt notable. Tenia al seu càrrec, entre altres seccions, els articles d'opinió, que firmava amb el pseudònim de L'home de la ballesta, des dels quals llançava les opinions com una espècie de fuet que fustigava sense pietat les possibles injustícies socials de l'època, des d'una òptica local.
Era molt aficionat a la música, i de forma especial a la sardana, i coneixia bé el món de les cobles i dels compositors. El 1963 va escriure una biografia d'Eduard Toldrà, en castellà, i contribuí a l'organització d'un homenatge local. També en promogué un altre al pintor Alexandre de Cabanyes, amb l'edició d'un opuscle amb col·laboracions diverses. A més d'articles, fou l'autor d'alguns llibres monogràfics, sobre la cobla La Principal de la Bisbal (1981), sobre el músic i director d'orquestra Rafael Ferrer (1974), i altres. Una de les seves facetes fou la d'animador cultural, amb capacitat notable per generar projectes, aplecs, conferències, homenatges, etc. Va tenir una part activa en la primera comissió promotora del monument a Francesc Macià a Vilanova.
Periodista de vocació, amb un esperit crític accentuat contra l'anquilosament i la falta de renovació de les institucions, i sovint contra els seus responsables, treballà en circumstàncies bastant adverses. Va morir en plena joventut, a Sant Pere de Ribes, on residia des de cinc anys abans. En memòria de la seva tasca d'estudi i de divulgació de les facetes de la comarca, el Consell Comarcal del Garraf patrocina uns premis anuals que porten el seu nom.
El seu fill, Esteve Molero i Olivella és historiador i músic.

## Obra
- Toldrà Vilanova i la Geltrú: Ediciones Villanueva y la Geltrú, 1963
- L'altre estatge Olot: Biblioteca Olotina, 1968
- Rafael Ferrer, mig segle de vida musical Sant Celoni: Ajuntament, 1975 ISBN 8450071755
- Francesc Mas i Ros. Popularitat de la Sardana Barcelona: Carles Dalmau, 1979
- Josep i Manuel Saderra, músics de cobla i compositors Barcelona: Pòrtic, 1983 ISBN 8430090649
- La Principal de la Bisbal, cobla de la Generalitat de Catalunya Girona: Diputació, 1988 ISBN 8486812062 (primera edició Barcelona: Pòrtic, 1981)